# Lijst van Britse ministers van Onderwijs
De minister van Onderwijs (Engels: Secretary of State for Education) is lid van het Britse kabinet en staat aan het hoofd van het ministerie van Onderwijs. De huidige minister is Nadhim Zahawi van de Conservative Party sinds 2021 in het kabinet van premier Boris Johnson.
Enkele prominenten die hebben gediend als minister van Onderwijs waren onder andere: Rab Butler, Quintin Hogg, Michael Stewart, Margaret Thatcher, Shirley Williams en Kenneth Clarke.

## Ministers van Onderwijs van het Verenigd Koninkrijk (1857–heden)
| Minister van Onderwijs Secretary of State for Education | Minister van Onderwijs Secretary of State for Education | Minister van Onderwijs Secretary of State for Education            | Ambtstermijn                 | Ambtstermijn                 | Partij             | Premier                               | Kabinet                                       | Overige functie(s)                        |
| ------------------------------------------------------- | ------------------------------------------------------- | ------------------------------------------------------------------ | ---------------------------- | ---------------------------- | ------------------ | ------------------------------------- | --------------------------------------------- | ----------------------------------------- |
|                                                         | William Cowper                                          | Sir William Cowper (1811–1888)                                     | 5 februari 1857              | 22 februari 1858             | Whig Party         | John Russell (1846–1852)              | Russell I                                     |                                           |
|                                                         | Charles Adderley                                        | Sir Charles Adderley (1814–1905)                                   | 22 februari 1858             | 12 juni 1859                 | Conservative Party | Edward Smith-Stanley (1858–1859)      | Smith-Stanley II                              |                                           |
|                                                         | Robert Lowe                                             | Robert Lowe (1811–1892)                                            | 12 juni 1859                 | 26 april 1864                | Liberal Party      | Henry John Temple (1859–1865)         | Temple II                                     |                                           |
|                                                         | Henry Bruce                                             | Henry Bruce (1815–1895)                                            | 26 april 1864                | 28 juni 1866                 | Liberal Party      | Henry John Temple (1859–1865)         | Temple II                                     |                                           |
| John Russell (1865–1866)                                | Henry Bruce                                             | Henry Bruce (1815–1895)                                            | 26 april 1864                | 28 juni 1866                 | Liberal Party      | Russell II                            |                                               |                                           |
|                                                         | Henry Lowry-Corry                                       | Henry Lowry-Corry (1803–1873)                                      | 28 juni 1866                 | 20 maart 1867                | Conservative Party | Edward Smith-Stanley (1866–1868)      | Smith-Stanley III                             |                                           |
|                                                         | Robert Montagu                                          | Heer Robert Montagu (1825–1902)                                    | 20 maart 1867                | 3 december 1868              | Conservative Party | Edward Smith-Stanley (1866–1868)      | Smith-Stanley III                             |                                           |
| Benjamin Disraeli (1868)                                | Robert Montagu                                          | Heer Robert Montagu (1825–1902)                                    | 20 maart 1867                | 3 december 1868              | Conservative Party | Disraeli I                            |                                               |                                           |
|                                                         | William Edward Forster                                  | William Edward Forster (1818–1886)                                 | 3 december 1868              | 20 februari 1874             | Liberal Party      | William Ewart Gladstone (1868–1874)   | Gladstone I                                   |                                           |
|                                                         | Dudley Ryder                                            | Graaf van Harrowby Dudley Ryder (1831–1900)                        | 20 februari 1874             | 2 april 1878                 | Conservative Party | Benjamin Disraeli (1874–1880)         | Disraeli II                                   |                                           |
|                                                         | George Hamilton                                         | Heer George Hamilton (1845–1927)                                   | 2 april 1878                 | 23 april 1880                | Conservative Party | Benjamin Disraeli (1874–1880)         | Disraeli II                                   |                                           |
|                                                         | Anthony Mundella                                        | Anthony Mundella (1825–1897)                                       | 23 april 1880                | 23 juni 1885                 | Liberal Party      | William Ewart Gladstone (1880–1885)   | Gladstone II                                  |                                           |
|                                                         | Edward Stanhope                                         | Edward Stanhope (1840–1893)                                        | 23 juni 1885                 | 20 augustus 1885             | Conservative Party | Robert Gascoyne-Cecil (1885–1886)     | Gascoyne-Cecil I                              |                                           |
|                                                         | Henry Holland                                           | Sir Henry Holland (1825–1914)                                      | 20 augustus 1885             | 28 januari 1886              | Conservative Party | Robert Gascoyne-Cecil (1885–1886)     | Gascoyne-Cecil I                              |                                           |
|                                                         | Lyon Playfair                                           | Sir Lyon Playfair (1818–1898)                                      | 28 januari 1886              | 20 juli 1886                 | Liberal Party      | William Ewart Gladstone (1886)        | Gladstone III                                 |                                           |
|                                                         | Henry Holland                                           | Sir Henry Holland (1825–1914)                                      | 20 juli 1886                 | 14 januari 1887              | Conservative Party | Robert Gascoyne-Cecil (1886–1892)     | Gascoyne-Cecil II                             |                                           |
|                                                         | William Hart Dyke                                       | Sir William Hart Dyke (1837–1931)                                  | 14 januari 1887              | 15 augustus 1892             | Conservative Party | Robert Gascoyne-Cecil (1886–1892)     | Gascoyne-Cecil II                             |                                           |
|                                                         | Arthur Dyke Acland                                      | Sir Arthur Dyke Acland (1850–1933)                                 | 15 augustus 1892             | 25 juni 1895                 | Liberal Party      | William Ewart Gladstone (1892–1895)   | Gladstone IV                                  |                                           |
| Archibald Primrose (1894–1895)                          | Arthur Dyke Acland                                      | Sir Arthur Dyke Acland (1850–1933)                                 | 15 augustus 1892             | 25 juni 1895                 | Liberal Party      | Primrose                              |                                               |                                           |
|                                                         | John Eldon Gorst                                        | Sir John Eldon Gorst (1835–1916)                                   | 25 juni 1895                 | 12 juli 1902                 | Conservative Party | Robert Gascoyne-Cecil (1895–1902)     | Gascoyne-Cecil III                            |                                           |
| Gascoyne-Cecil IV                                       | John Eldon Gorst                                        | Sir John Eldon Gorst (1835–1916)                                   | 25 juni 1895                 | 12 juli 1902                 | Conservative Party | Robert Gascoyne-Cecil (1895–1902)     |                                               |                                           |
|                                                         | Charles Vane-Tempest-Stewart                            | Markies van Londonderry Charles Vane- Tempest- Stewart (1852–1915) | 12 juli 1902                 | 5 december 1905              | Conservative Party | Arthur Balfour (1902–1905)            | Balfour                                       | Lord President of the Council (1903–1905) |
|                                                         | Augustine Birrell                                       | Augustine Birrell (1850–1933)                                      | 5 december 1905              | 23 februari 1907             | Liberal Party      | Henry Campbell- Bannerman (1905–1908) | Campbell- Bannerman                           |                                           |
|                                                         | Reginald McKenna                                        | Reginald McKenna (1863–1943)                                       | 23 februari 1907             | 8 april 1908                 | Liberal Party      | Henry Campbell- Bannerman (1905–1908) | Campbell- Bannerman                           |                                           |
|                                                         | Walter Runciman                                         | Walter Runciman (1870–1949)                                        | 8 april 1908                 | 24 oktober 1911              | Liberal Party      | Herbert Henry Asquith (1908–1916)     | Asquith I                                     |                                           |
| Asquith II                                              | Walter Runciman                                         | Walter Runciman (1870–1949)                                        | 8 april 1908                 | 24 oktober 1911              | Liberal Party      | Herbert Henry Asquith (1908–1916)     | Minister van Landbouw en Visserij (1910–1911) |                                           |
| Asquith III                                             | Walter Runciman                                         | Walter Runciman (1870–1949)                                        | 8 april 1908                 | 24 oktober 1911              | Liberal Party      | Herbert Henry Asquith (1908–1916)     | Minister van Landbouw en Visserij (1910–1911) |                                           |
|                                                         | Jack Pease                                              | Jack Pease (1860–1943)                                             | 24 oktober 1911              | 25 mei 1915                  | Liberal Party      | Herbert Henry Asquith (1908–1916)     |                                               |                                           |
|                                                         | Arthur Henderson                                        | Arthur Henderson (1863–1935)                                       | 25 mei 1915                  | 6 augustus 1916              | Labour Party       | Herbert Henry Asquith (1908–1916)     | Asquith IV                                    |                                           |
|                                                         | Robert Crewe-Milnes                                     | Markies van Crewe Robert Crewe-Milnes (1858–1945)                  | 6 augustus 1916              | 7 december 1916              | Liberal Party      | Herbert Henry Asquith (1908–1916)     | Asquith IV                                    | Lord President of the Council             |
| Leader of the House of Lords                            | Robert Crewe-Milnes                                     | Markies van Crewe Robert Crewe-Milnes (1858–1945)                  | 6 augustus 1916              | 7 december 1916              | Liberal Party      | Herbert Henry Asquith (1908–1916)     | Asquith IV                                    |                                           |
| Minister van Handel                                     | Robert Crewe-Milnes                                     | Markies van Crewe Robert Crewe-Milnes (1858–1945)                  | 6 augustus 1916              | 7 december 1916              | Liberal Party      | Herbert Henry Asquith (1908–1916)     | Asquith IV                                    |                                           |
|                                                         | Herbert Fisher                                          | Herbert Fisher (1865–1940)                                         | 7 december 1916              | 23 oktober 1922              | Liberal Party      | David Lloyd George (1916–1922)        | Lloyd George I                                |                                           |
| Lloyd George II                                         | Herbert Fisher                                          | Herbert Fisher (1865–1940)                                         | 7 december 1916              | 23 oktober 1922              | Liberal Party      | David Lloyd George (1916–1922)        |                                               |                                           |
|                                                         | Edward Wood                                             | Edward Wood (1881–1959)                                            | 23 oktober 1922              | 22 januari 1924              | Conservative Party | Bonar Law (1922–1923)                 | Law                                           |                                           |
| Stanley Baldwin (1923–1924)                             | Edward Wood                                             | Edward Wood (1881–1959)                                            | 23 oktober 1922              | 22 januari 1924              | Conservative Party | Baldwin I                             |                                               |                                           |
|                                                         | Charles Trevelyan                                       | Sir Charles Trevelyan (1870–1958)                                  | 22 januari 1924              | 3 november 1924              | Labour Party       | Ramsay MacDonald (1924)               | MacDonald I                                   |                                           |
|                                                         | Eustace Percy                                           | Baron Percy van Newcastle Eustace Percy (1887–1958)                | 4 november 1924              | 5 juni 1929                  | Conservative Party | Stanley Baldwin (1924–1929)           | Baldwin II                                    |                                           |
|                                                         | Charles Trevelyan                                       | Sir Charles Trevelyan (1870–1958)                                  | 5 juni 1929                  | 2 maart 1931                 | Labour Party       | Ramsay MacDonald (1929–1935)          | MacDonald II                                  |                                           |
|                                                         |                                                         | Hastings Lees-Smith (1878–1941)                                    | 2 maart 1931                 | 26 augustus 1931             | Labour Party       | Ramsay MacDonald (1929–1935)          | MacDonald II                                  |                                           |
|                                                         |                                                         | Sir Donald Maclean (1864–1932)                                     | 26 augustus 1931             | 15 juni 1932                 | Liberal Party      | Ramsay MacDonald (1929–1935)          | MacDonald III (Nationaal Kabinet I)           |                                           |
| MacDonald IV (Nationaal Kabinet II)                     |                                                         | Sir Donald Maclean (1864–1932)                                     | 26 augustus 1931             | 15 juni 1932                 | Liberal Party      | Ramsay MacDonald (1929–1935)          |                                               |                                           |
|                                                         | Edward Wood                                             | Burggraaf Halifax Edward Wood (1881–1959)                          | 15 juni 1932                 | 7 juni 1935                  | Conservative Party | Ramsay MacDonald (1929–1935)          |                                               |                                           |
|                                                         | Oliver Stanley                                          | Oliver Stanley (1896–1950)                                         | 7 juni 1935                  | 28 mei 1937                  | Conservative Party | Stanley Baldwin (1935–1937)           | Baldwin III (Nationaal Kabinet III)           |                                           |
|                                                         | James Stanhope                                          | Graaf Stanhope James Stanhope (1880–1967)                          | 28 mei 1937                  | 27 oktober 1938              | Conservative Party | Neville Chamberlain (1937–1940)       | Chamberlain I (Nationaal Kabinet IV)          |                                           |
|                                                         | Herbrand Sackville                                      | Graaf De La Warr Herbrand Sackville (1900–1976)                    | 27 oktober 1938              | 10 mei 1940                  | National Labour    | Neville Chamberlain (1937–1940)       | Chamberlain I (Nationaal Kabinet IV)          |                                           |
| Chamberlain II                                          | Herbrand Sackville                                      | Graaf De La Warr Herbrand Sackville (1900–1976)                    | 27 oktober 1938              | 10 mei 1940                  | National Labour    | Neville Chamberlain (1937–1940)       |                                               |                                           |
|                                                         | Herwald Ramsbotham                                      | Herwald Ramsbotham (1887–1971)                                     | 10 mei 1940                  | 20 juli 1941                 | Conservative Party | Winston Churchill (1940–1945)         | Churchill I                                   |                                           |
|                                                         | Rab Butler                                              | Rab Butler (1902–1982)                                             | 20 juli 1941                 | 23 mei 1945                  | Conservative Party | Winston Churchill (1940–1945)         | Churchill I                                   |                                           |
|                                                         | Richard Law                                             | Richard Law (1901–1980)                                            | 23 mei 1945                  | 26 juli 1945                 | Conservative Party | Winston Churchill (1940–1945)         | Churchill II                                  |                                           |
|                                                         | Ellen Wilkinson                                         | Ellen Wilkinson (1891–1947)                                        | 26 juli 1945                 | 6 februari 1947              | Labour Party       | Clement Attlee (1945–1951)            | Attlee I                                      |                                           |
|                                                         |                                                         | George Tomlinson (1890–1952)                                       | 10 februari 1947             | 26 oktober 1951              | Labour Party       | Clement Attlee (1945–1951)            | Attlee I                                      |                                           |
| Attlee II                                               |                                                         | George Tomlinson (1890–1952)                                       | 10 februari 1947             | 26 oktober 1951              | Labour Party       | Clement Attlee (1945–1951)            |                                               |                                           |
|                                                         | Florence Horsbrugh                                      | Florence Horsbrugh (1889–1969)                                     | 26 oktober 1951              | 18 oktober 1954              | Conservative Party | Winston Churchill (1951–1955)         | Churchill III                                 |                                           |
|                                                         | David Eccles                                            | Sir David Eccles (1904–1999)                                       | 18 oktober 1954              | 10 januari 1957              | Conservative Party | Winston Churchill (1951–1955)         | Churchill III                                 |                                           |
| Anthony Eden (1955–1957)                                | David Eccles                                            | Sir David Eccles (1904–1999)                                       | 18 oktober 1954              | 10 januari 1957              | Conservative Party | Eden                                  |                                               |                                           |
|                                                         | Quintin Hogg                                            | Burggraaf Hailsham Quintin Hogg (1907–2001)                        | 10 januari 1957              | 17 september 1957            | Conservative Party | Harold Macmillan (1957–1963)          | Macmillan I                                   |                                           |
|                                                         |                                                         | Geoffrey Lloyd (1902–1984)                                         | 17 september 1957            | 14 oktober 1959              | Conservative Party | Harold Macmillan (1957–1963)          | Macmillan I                                   |                                           |
|                                                         | David Eccles                                            | Sir David Eccles (1904–1999)                                       | 14 oktober 1959              | 13 juli 1962                 | Conservative Party | Harold Macmillan (1957–1963)          | Macmillan II                                  |                                           |
|                                                         |                                                         | Sir Edward Boyle (1923–1981)                                       | 13 juli 1962                 | 1 april 1964                 | Conservative Party | Harold Macmillan (1957–1963)          | Macmillan II                                  |                                           |
| Alec Douglas-Home (1963–1964)                           | Douglas-Home                                            | Sir Edward Boyle (1923–1981)                                       | 13 juli 1962                 | 1 april 1964                 | Conservative Party |                                       |                                               |                                           |
| Alec Douglas-Home (1963–1964)                           | Douglas-Home                                            |                                                                    | Quintin Hogg                 | Sir Quintin Hogg (1907–2001) | 1 april 1964       | 16 oktober 1964                       | Conservative Party                            | Lord President of the Council             |
|                                                         | Michael Stewart                                         | Michael Stewart (1906–1990)                                        | 16 oktober 1964              | 22 januari 1965              | Labour Party       | Harold Wilson (1964–1970)             | Wilson I                                      |                                           |
|                                                         | Tony Crosland                                           | Tony Crosland (1918–1977)                                          | 22 januari 1965              | 29 augustus 1967             | Labour Party       | Harold Wilson (1964–1970)             | Wilson I                                      |                                           |
| Wilson II                                               | Tony Crosland                                           | Tony Crosland (1918–1977)                                          | 22 januari 1965              | 29 augustus 1967             | Labour Party       | Harold Wilson (1964–1970)             |                                               |                                           |
|                                                         | Patrick Gordon Walker                                   | Patrick Gordon Walker (1907–1980)                                  | 29 augustus 1967             | 6 april 1968                 | Labour Party       | Harold Wilson (1964–1970)             |                                               |                                           |
|                                                         |                                                         | Edward Short (1912–2012)                                           | 6 april 1968                 | 19 juni 1970                 | Labour Party       | Harold Wilson (1964–1970)             |                                               |                                           |
|                                                         | Margaret Thatcher                                       | Margaret Thatcher (1925–2013)                                      | 19 juni 1970                 | 4 maart 1974                 | Conservative Party | Edward Heath (1970–1974)              | Heath                                         |                                           |
|                                                         |                                                         | Reg Prentice (1923–2001)                                           | 4 maart 1974                 | 10 juni 1975                 | Labour Party       | Harold Wilson (1974–1976)             | Wilson III                                    |                                           |
|                                                         | Fred Mulley                                             | Fred Mulley (1918–1995)                                            | 10 juni 1975                 | 10 september 1976            | Labour Party       | Harold Wilson (1974–1976)             | Wilson III                                    |                                           |
| James Callaghan (1976–1979)                             | Fred Mulley                                             | Fred Mulley (1918–1995)                                            | 10 juni 1975                 | 10 september 1976            | Labour Party       | Callaghan                             |                                               |                                           |
| James Callaghan (1976–1979)                             |                                                         | Shirley Williams                                                   | Shirley Williams (1930–2021) | 10 september 1976            | 4 mei 1979         | Callaghan                             | Labour Party                                  | Thesaurier-generaal                       |
|                                                         |                                                         | Mark Carlisle (1929–2005)                                          | 4 mei 1979                   | 14 september 1981            | Conservative Party | Margaret Thatcher (1979–1990)         | Thatcher I                                    |                                           |
|                                                         |                                                         | Sir Keith Joseph (1918–1994)                                       | 14 september 1981            | 21 mei 1986                  | Conservative Party | Margaret Thatcher (1979–1990)         | Thatcher I                                    |                                           |
| Thatcher II                                             |                                                         | Sir Keith Joseph (1918–1994)                                       | 14 september 1981            | 21 mei 1986                  | Conservative Party | Margaret Thatcher (1979–1990)         |                                               |                                           |
|                                                         | Kenneth Baker                                           | Kenneth Baker (1934)                                               | 21 mei 1986                  | 24 juli 1989                 | Conservative Party | Margaret Thatcher (1979–1990)         |                                               |                                           |
| Thatcher III                                            | Kenneth Baker                                           | Kenneth Baker (1934)                                               | 21 mei 1986                  | 24 juli 1989                 | Conservative Party | Margaret Thatcher (1979–1990)         |                                               |                                           |
|                                                         | John MacGregor                                          | John MacGregor (1937)                                              | 24 juli 1989                 | 2 november 1990              | Conservative Party | Margaret Thatcher (1979–1990)         |                                               |                                           |
|                                                         | Kenneth Clarke                                          | Kenneth Clarke (1940)                                              | 2 november 1990              | 10 april 1992                | Conservative Party | Margaret Thatcher (1979–1990)         |                                               |                                           |
| John Major (1990–1997)                                  | Kenneth Clarke                                          | Kenneth Clarke (1940)                                              | 2 november 1990              | 10 april 1992                | Conservative Party | Major I                               |                                               |                                           |
| John Major (1990–1997)                                  |                                                         |                                                                    | John Patten (1945)           | 10 april 1992                | 20 juli 1994       | Conservative Party                    | Major II                                      |                                           |
| John Major (1990–1997)                                  |                                                         | Gillian Shephard                                                   | Gillian Shephard (1940)      | 20 juli 1994                 | 2 mei 1997         | Conservative Party                    | Major II                                      | Minister van Arbeid (1995–1997)           |
|                                                         | David Blunkett                                          | David Blunkett (1947)                                              | 2 mei 1997                   | 8 juni 2001                  | Labour Party       | Tony Blair (1997–2007)                | Blair I                                       | Minister van Arbeid                       |
|                                                         | Estelle Morris                                          | Estelle Morris (1952)                                              | 8 juni 2001                  | 24 oktober 2002              | Labour Party       | Tony Blair (1997–2007)                | Blair II                                      |                                           |
|                                                         | Charles Clarke                                          | Charles Clarke (1950)                                              | 24 oktober 2002              | 16 december 2004             | Labour Party       | Tony Blair (1997–2007)                | Blair II                                      |                                           |
|                                                         | Ruth Kelly                                              | Ruth Kelly (1968)                                                  | 16 december 2004             | 6 mei 2006                   | Labour Party       | Tony Blair (1997–2007)                | Blair II                                      |                                           |
| Blair III                                               | Ruth Kelly                                              | Ruth Kelly (1968)                                                  | 16 december 2004             | 6 mei 2006                   | Labour Party       | Tony Blair (1997–2007)                |                                               |                                           |
|                                                         | Alan Johnson                                            | Alan Johnson (1950)                                                | 6 mei 2006                   | 27 juni 2007                 | Labour Party       | Tony Blair (1997–2007)                |                                               |                                           |
|                                                         | Ed Balls                                                | Ed Balls (1967)                                                    | 27 juni 2007                 | 11 mei 2010                  | Labour Party       | Gordon Brown (2007–2010)              | Brown                                         |                                           |
|                                                         | Michael Gove                                            | Michael Gove (1967)                                                | 11 mei 2010                  | 14 juli 2014                 | Conservative Party | David Cameron (2010–2016)             | Cameron I                                     |                                           |
|                                                         | Nicky Morgan                                            | Nicky Morgan (1972)                                                | 14 juli 2014                 | 13 juli 2016                 | Conservative Party | David Cameron (2010–2016)             | Cameron I                                     | Minister voor Vrouwen en Gelijkheid       |
| Cameron II                                              | Nicky Morgan                                            | Nicky Morgan (1972)                                                | 14 juli 2014                 | 13 juli 2016                 | Conservative Party | David Cameron (2010–2016)             |                                               | Minister voor Vrouwen en Gelijkheid       |
|                                                         | Justine Greening                                        | Justine Greening (1969)                                            | 13 juli 2016                 | 8 januari 2018               | Conservative Party | Theresa May (2016–2019)               | May I                                         |                                           |
| May II                                                  | Justine Greening                                        | Justine Greening (1969)                                            | 13 juli 2016                 | 8 januari 2018               | Conservative Party | Theresa May (2016–2019)               |                                               |                                           |
|                                                         | Damian Hinds                                            | Damian Hinds (1969)                                                | 8 januari 2018               | 24 juli 2019                 | Conservative Party | Theresa May (2016–2019)               |                                               |                                           |
|                                                         | Gavin Williamson                                        | Gavin Williamson (1976)                                            | 24 juli 2019                 | 15 september 2021            | Conservative Party | Boris Johnson (2019–2022)             | Johnson I                                     |                                           |
| Johnson II                                              | Gavin Williamson                                        | Gavin Williamson (1976)                                            | 24 juli 2019                 | 15 september 2021            | Conservative Party | Boris Johnson (2019–2022)             |                                               |                                           |
|                                                         | Nadhim Zahawi                                           | Nadhim Zahawi (1967)                                               | 15 september 2021            | 5 juli 2022                  | Conservative Party | Boris Johnson (2019–2022)             |                                               |                                           |
|                                                         | Michelle Donelan                                        | Michelle Donelan (1984)                                            | 5 juli 2022                  | 7 juli 2002                  | Conservative Party | Boris Johnson (2019–2022)             |                                               |                                           |
|                                                         | James Cleverly                                          | James Cleverly (1969)                                              | 7 juli 2002                  | 6 september 2022             | Conservative Party | Boris Johnson (2019–2022)             |                                               |                                           |
|                                                         | Kit Malthouse                                           | Kit Malthouse (1966)                                               | 6 september 2022             | 25 oktober 2022              | Conservative Party | Liz Truss (2022)                      | Truss                                         |                                           |
|                                                         | Gillian Keegan                                          | Gillian Keegan (1968)                                              | 25 oktober 2022              | 5 juli 2024                  | Conservative Party | Rishi Sunak (2022–2024)               | Sunak                                         |                                           |
|                                                         | Bridget Phillipson                                      | Bridget Phillipson (1983)                                          | 5 juli 2024                  | heden                        | Labour Party       | Keir Starmer (2024–heden)             | Starmer                                       |                                           |